# Bad Muskau
Bad Muskau (hornolužickosrbsky Mužakow, česky Mužakov) je město v Horní Lužici v německé spolkové zemi Sasko. Nachází se v zemském okrese Zhořelec 10 kilometrů východně od Weißwasseru a má přibližně 3 700 obyvatel. Leží na levém břehu řeky Nisy, která zde tvoří současnou hranici mezi Německem a Polskem, na polské straně leží město Łęknica. Zároveň Bad Muskau leží i u hranice Saska s Braniborskem. Je členem Euroregionu Nisa.

## Historie
Mužakow byl založen někdy ve 13. století na místě, kde stávalo pravěké slovanské útočištné hradiště. První zmínka pak pochází z roku 1249. V roce 1447 koupil Václav II. z Biberštejna Mužakowské stavovské panství, jež bylo největším stavovským panstvím Svaté říše římské od Gerštorfů a roku 1452 místu propůjčil městská práva. V rukou Biberštejnů město zůstalo až do roku 1551. Když 15. prosince 1551 zemřel Kryštof z Biberštejna a jeho rodová větev vymřela po meči, panství získal český král a říšskoněmecký císař Ferdinand I. Po Biberštejnech ale zůstaly erbovní červené jelení parohy ve znaku města.
Muskau patřilo k hornolužickému markrabství, jež bylo součástí zemí Koruny české do roku 1635, kdy bylo spolu s Horní i Dolní Lužicí předáno saskému kurfiřtovi Janu Jiřímu I. a stalo se součástí Saského kurfiřtství. 2. dubna 1766 téměř celé město vyhořelo.
V roce 1872 by zahájen provoz na normálněrozchodné železnici z Weißwasseru. V roce 1945 připadlo osídlení na pravém břehu Nisy Polsku.
V roce 1962 bylo jméno Muskau po založení lázní změněno na Bad Muskau.

## Pamětihodnosti

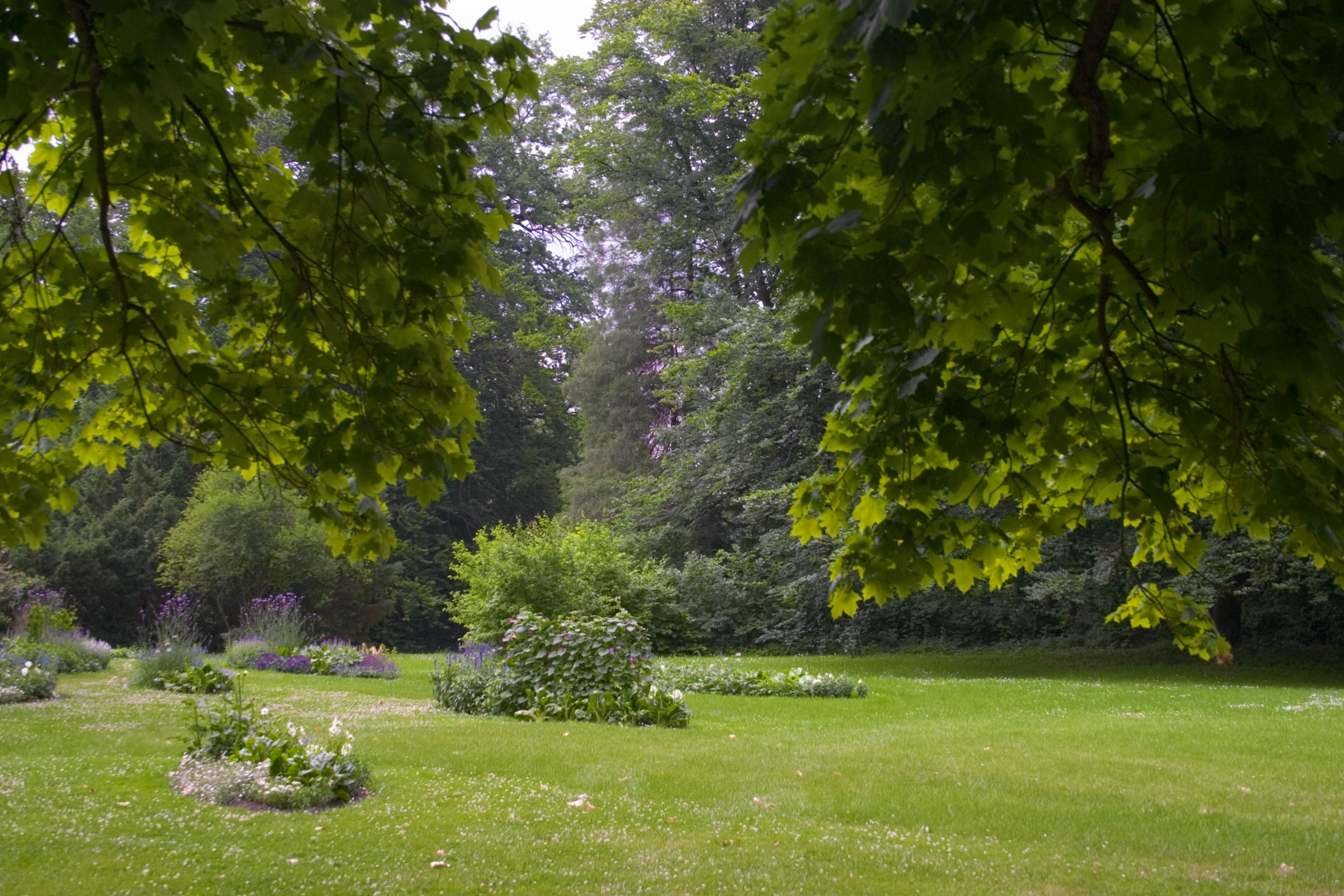
Zátiší v parku

Nejvýznamnější pamětihodností je Fürst-Pückler-Park Bad Muskau (polsky Park Mużakowski), který je největším středoevropským parkem v anglickém stylu a figuruje na seznamu světového kulturního dědictví UNESCO. Dvoutřetinová pravobřežní část připadla v roce 1945 Polsku, ale obě části jsou spojené mostem a lze je nadále považovat za park jediný. Samostatnými významnými objekty v parku jsou zrekonstruovaný zámek a arboretum.

## Doprava

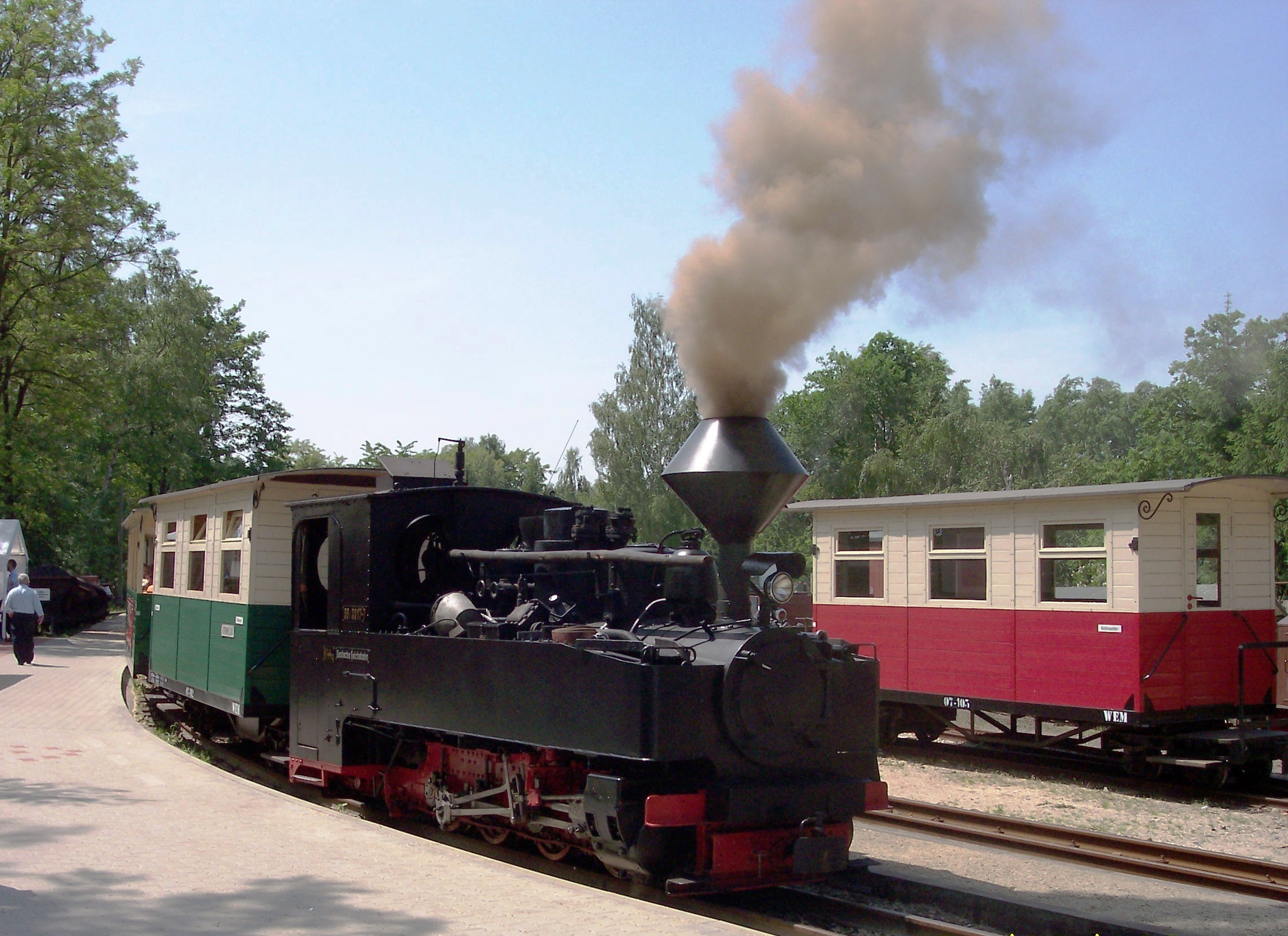
Vlak lesní železnice zachycený v obci Běła Woda

Městem prochází silnice 115 z Forstu do Zhořelce. Od hraničního přechodu vede do nitra Polska a následně až k ukrajinské hranici polská silnice 12. Vede sem též historická lesní železnice. A podél Nisy je zprovozněna dálková cyklotrasa Odra–Nisa.